# 阿拉伯叙利亚通讯社
阿拉伯叙利亚通讯社（阿拉伯语：‎）是叙利亚的国家通讯社，于1965年建立，隶属叙利亚信息部主管。

## 历任社长
- Fawaz Jundi（1965－1966）
- Hussein al-Awdat（1966－1971）
- Marwan al-Hamwi（1971－1975）
- Dr. Saber Falhout（1975－1991）
- Dr. Fayez al-Sayegh（1991－2000）
- Ali Abdul Karim（2000－2002）
- Ghazi al-Zeeb（2002－2004）
- Dr. Adnan Mahmoud（2004－2011）
- Ahmad Dawa (2011–2017)
- Abderrahim Ahmed (2017–2021)
- Eyad Wannous (2021–2024)